# Korytowo (województwo kujawsko-pomorskie)
Korytowo – (niem. Korritowo, 1942-1945 Korthof) wieś w Polsce położona w województwie kujawsko-pomorskim, w powiecie świeckim, w gminie Bukowiec.
W latach 1954–1959 wieś należała i była siedzibą władz gromady Korytowo, po jej zniesieniu w gromadzie Bukowiec. W latach 1975–1998 miejscowość administracyjnie należała do województwa bydgoskiego. Według Narodowego Spisu Powszechnego (III 2011 r.) liczyła 346 mieszkańców. Jest piątą co do wielkości miejscowością gminy Bukowiec.